# Edgardo Mortara
Edgardo (Pio) Mortara (ur. 27 sierpnia 1851 w Bolonii, zm. 11 marca 1940 w Liège) – włoski ksiądz katolicki pochodzenia żydowskiego. Gdy miał 6 lat został potajemnie ochrzczony przez służącą, a następnie odebrany rodzicom przez żandarmów państwa kościelnego na wniosek inkwizycji, przy przyzwoleniu papieża Piusa IX . Sprawa ta odbiła się szerokim echem w całej Europie .

## Życiorys
W XIX wieku Żydzi na terenie państwa kościelnego byli zmuszeni mieszkać w gettach. Częstą praktyką były potajemne chrzty, każdy katolik był upoważniony do dokonania chrztu na Żydzie. Chrześcijanie nie mogli mieszkać w getcie, dzieci chrześcijańskie nie mogły być wychowywane przez Żydów, dlatego Żydzi po potajemnym chrzcie byli usuwani z getta.
Edgardo Mortara wychowywał się w getcie w Bolonii, leżącej na terenie Państwa Kościelnego. Gdy miał 6 lat, Mortara został potajemnie ochrzczony przez służącą Annę Morisi. Informacja na ten temat dotarła do inkwizycji. Inkwizytor Pier Gaetano Feletti wezwał służącą na przesłuchanie. Morisi zeznała, iż ochrzciła dziecko, gdy chłopiec był poważnie chory. Obawiała się, że po przewidywanej śmierci jego dusza trafi do piekła. 23 czerwca 1858 r. do domu Marianny i Mamola Mortarów wkroczyła policja, by odebrać im 6-letniego syna .
Edgardo Mortara został wywieziony do Rzymu i umieszczony w domu dla katechumenów, gdzie przymusowo nauczano go religii. Rodzinie początkowo nie pozwolono go odwiedzać. W okresie późniejszym, po fali międzynarodowych protestów zezwolono na spotkania, lecz nie na osobności.
Zdarzenie to wywołało oburzenie w Europie i USA. W sprawie oddania chłopca rodzinie apelowali do papieża Piusa IX liczni politycy i intelektualiści, m.in. Napoleon III i Franciszek Józef. Papież konsekwentnie odmawiał wydania chłopca rodzinie.
Po likwidacji Państwa Kościelnego w 1870 r. rodzina ponowiła starania o powrót Edgarda, a ten, wówczas już 19-letni oświadczył, iż chce pozostać przy wierze katolickiej. Wkrótce wyjechał do Francji i wstąpił do zakonu augustianów. W wieku 21 lat Edgardo Mortara przyjął święcenia kapłańskie i przybrał imię Pio, będące włoskim odpowiednikiem łacińskiego Pius. W latach następnych Pio Mortara zajmował się działalnością misyjną, podróżował po Europie i wygłaszał kazania. Był niezwykle popularnym księdzem. Władał biegle 9 językami. Wielokrotnie próbował nawrócić na katolicyzm swoją matkę, bezskutecznie.
Zmarł w klasztorze w Belgii w 1940 r.